# Ingegerda Norská
Ingegerd Haraldsdotter (staroseversky: Ingigerðr Haraldsdóttir, 1046? – 1120?) byla norská princezna, dcera Haralda III. Stala se dánskou královnou jako manželka Olafa I. († 1095) a poté švédskou královnou jako manželka Filipa Švédského († 1118).

## Život
Ingegerda se za Olafa provdala kolem roku 1067. Toto manželství bylo součástí mírové smlouvy mezi Dánskem a Norskem. Aby se toto spojenectví ještě posílilo, Olafova nevlastní sestra Ingerid Dánská se provdala za Olafa Kyrreho, bratra Ingegerdy. V roce 1086 se Olaf stal dánským králem a Ingegerda po jeho boku královnou.
Po Olafově smrti v roce 1095 se bezdětná vdova přesunula do Švédska, kde se v tom samém roce nebo o rok později podruhé provdala za švédského prince Filipa. Ten se stal králem v roce 1105 s Ingegerda se tak stala královnou podruhé. Není známo, že by s Filipem měla potomky. V roce 1118 podruhé ovdověla.
Data jejího narození a úmrtí nejsou potvrzena, ale jako rok narození se běžně uvádí rok 1046 a jako rok úmrtí rok 1120. Je známo, že přežila druhého manžela.